# Дом-музей Хоакина Сорольи

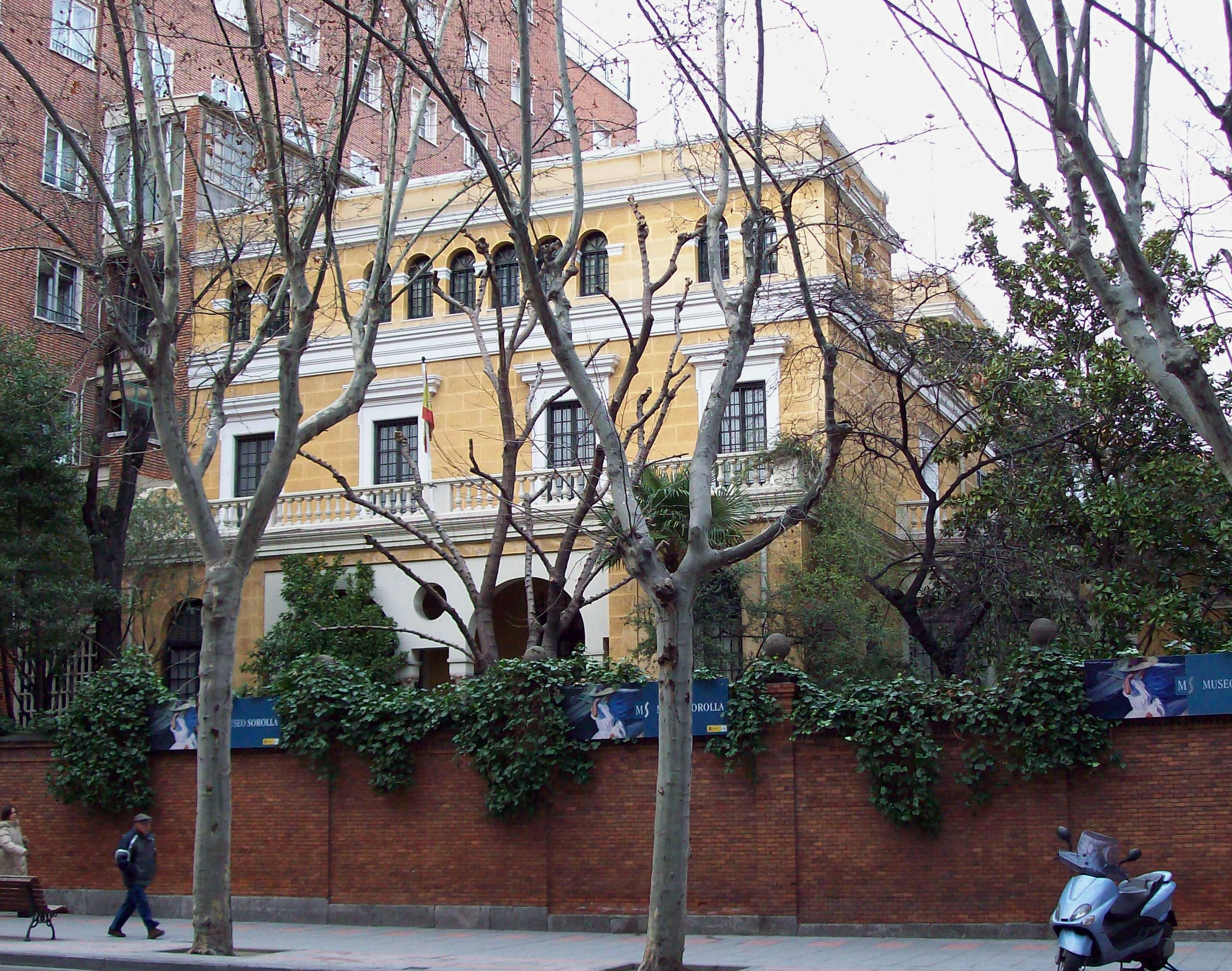
Общий вид музея Сорольи

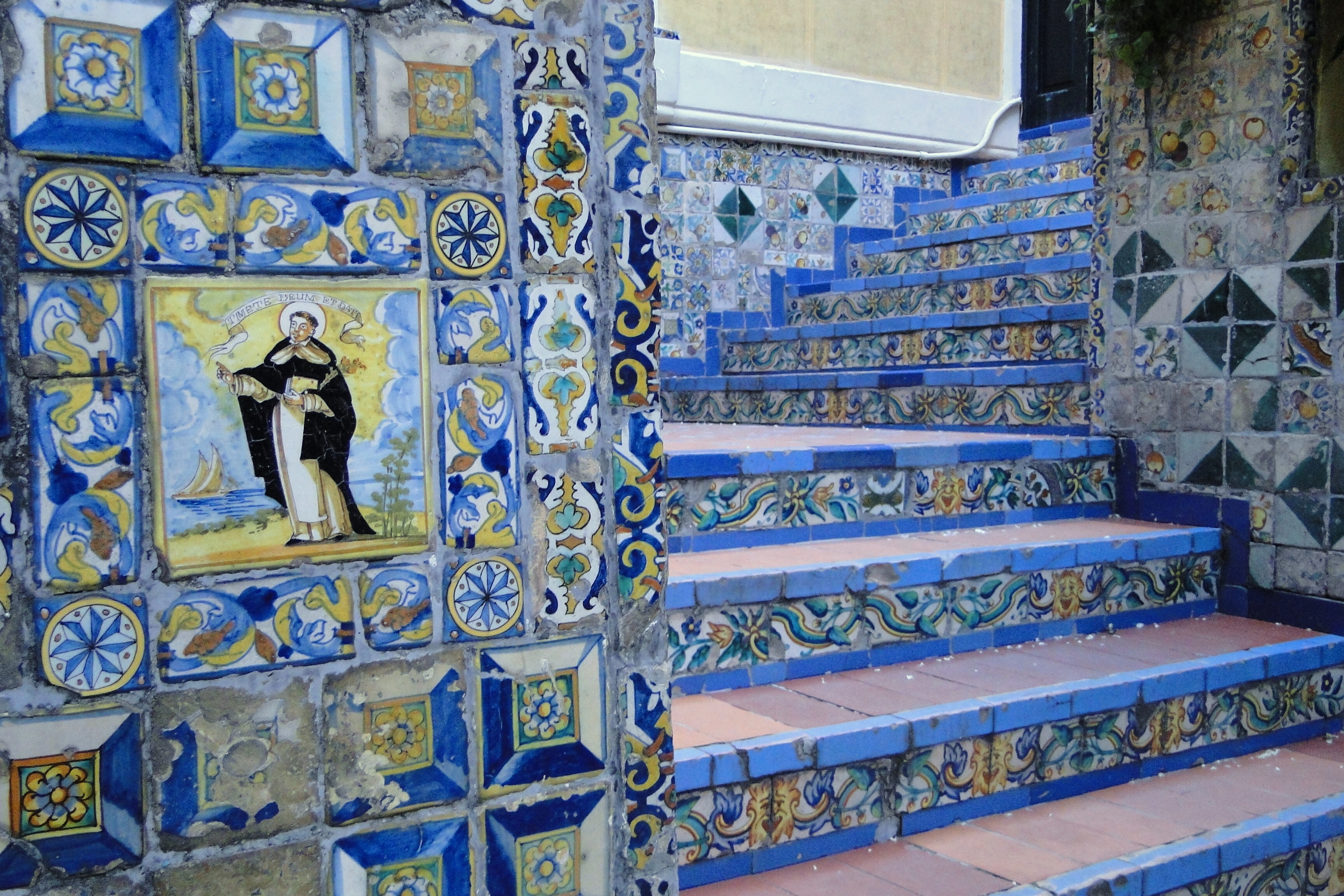
Лестница с изразцовым покрытием в музее

Дом-музей Хоакина Сорольи (исп. Museo Sorolla) — музей, расположенный в Мадриде, Испания. В нём представлены работы художника Хоаки́н Соро́лья а также членов его семьи, например, его дочери Елены.

## История
Музей расположен в доме, где жил испанский художник Хоаки́н Соро́лья-и-Басти́да. Дом был построен в 1909—1910 гг. под наблюдением самого художника. Зданию, спроектированному Энрике Мария Репульес, был присвоен статус объекта культурного наследия в 1962 году.
Открылся для публики в 1932 году, после смерти вдовы художника. Помимо собрания работ Сорольи (крупнейшего в мире), музей экспонирует вещи из его личной обстановки, а также принадлежавшую ему коллекцию предметов керамики, фарфора, скульптуры и пр. Посетители музея могут также увидеть сад, созданный художником.

## Галерея

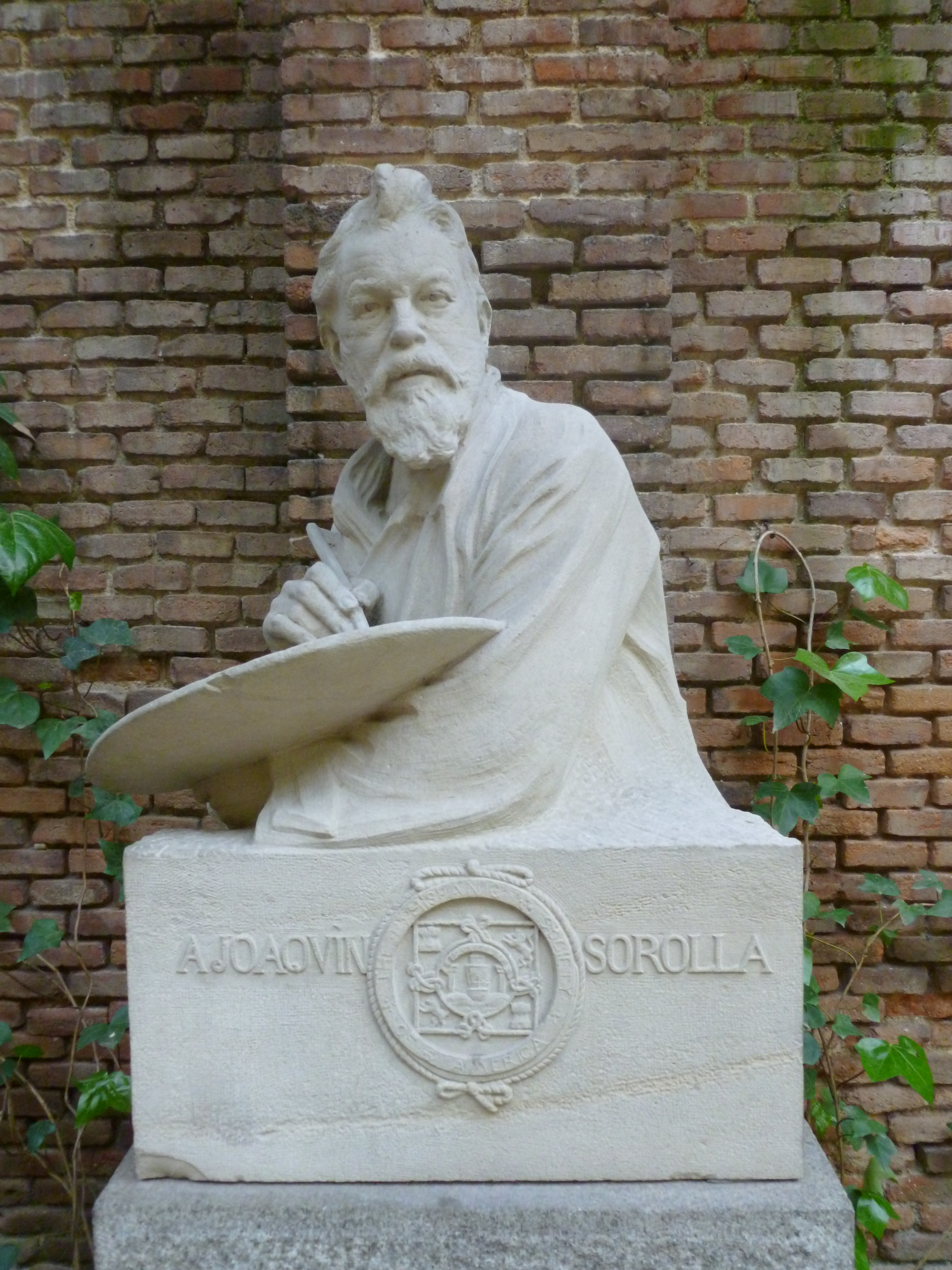
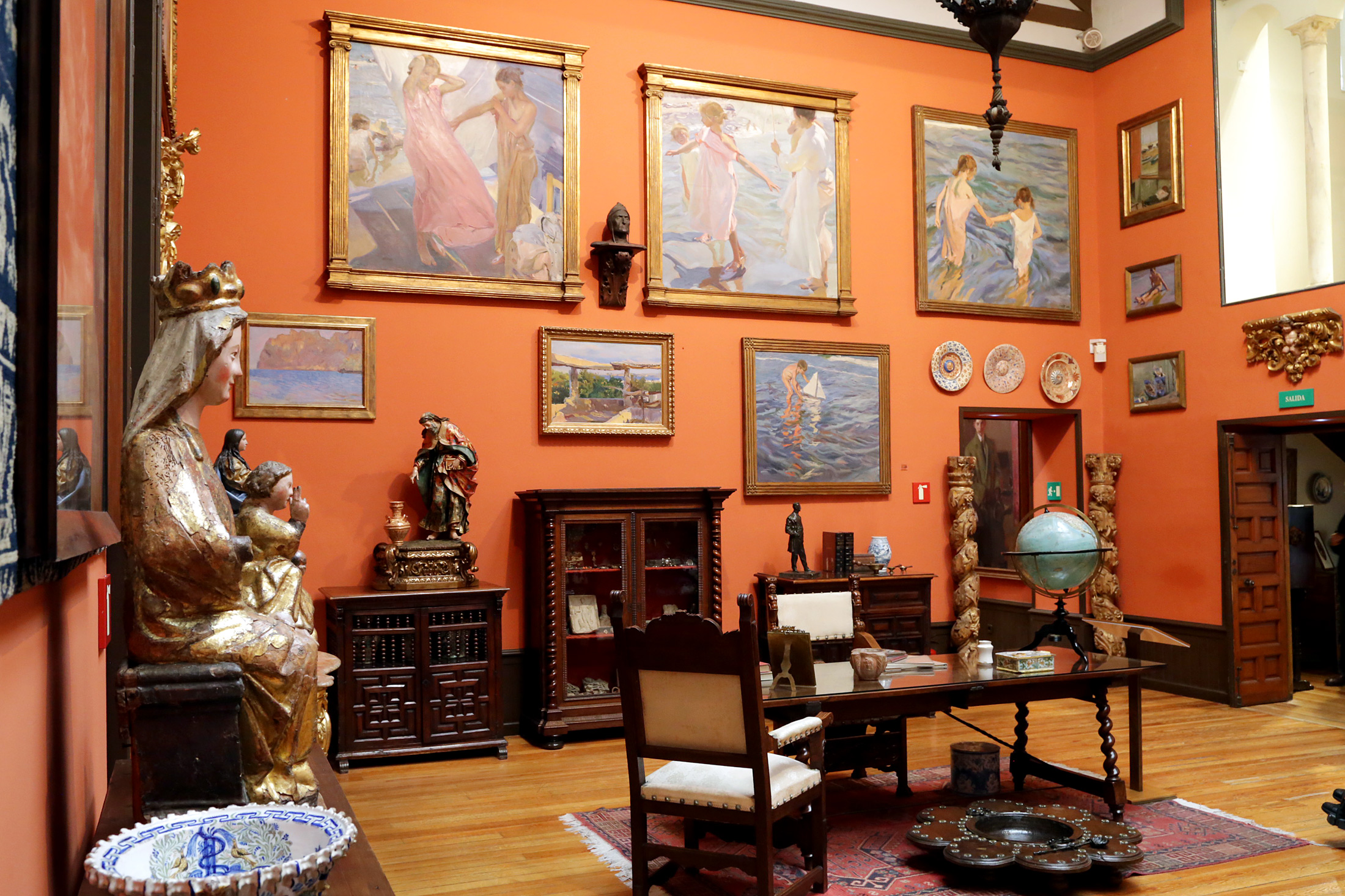
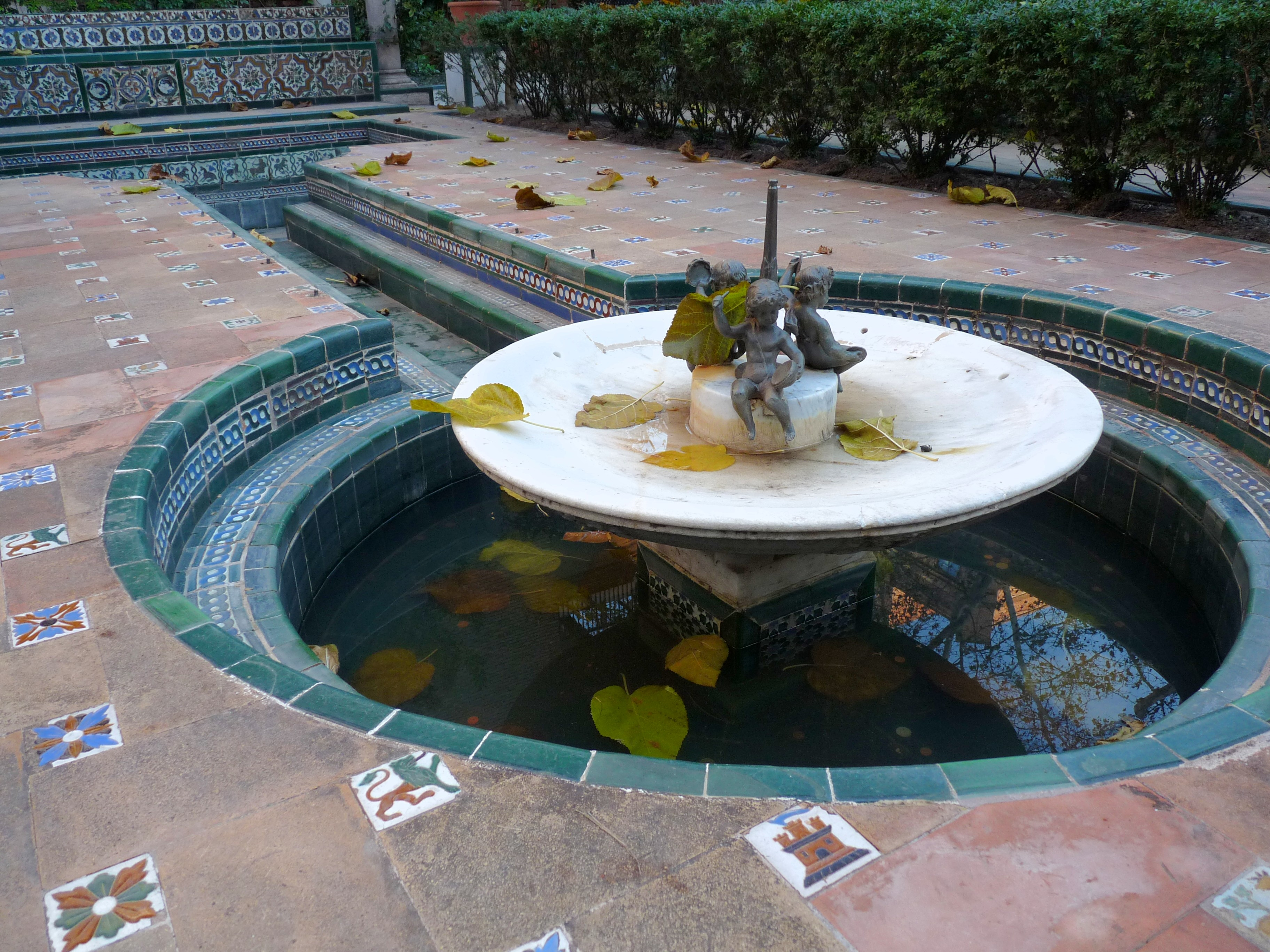
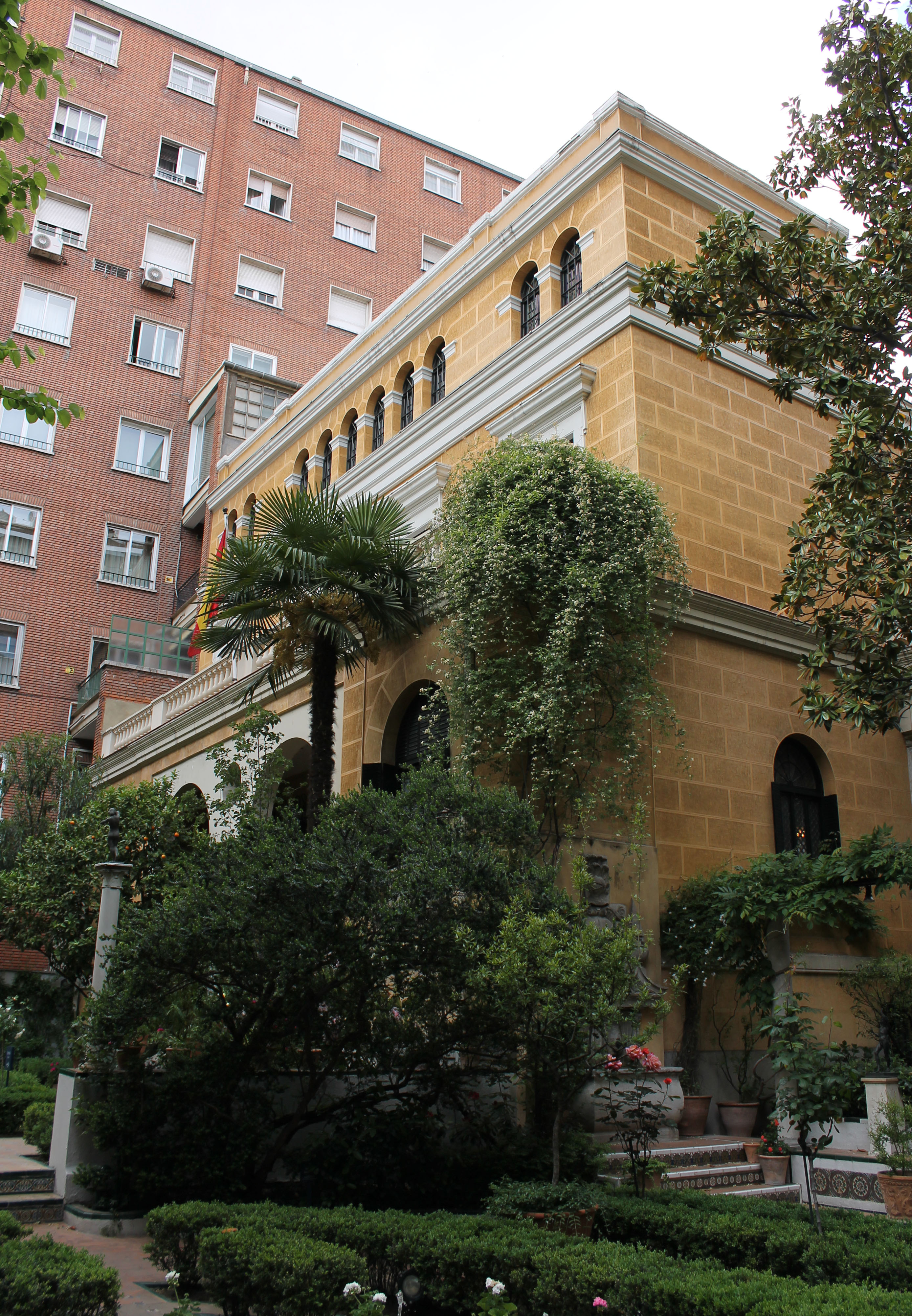
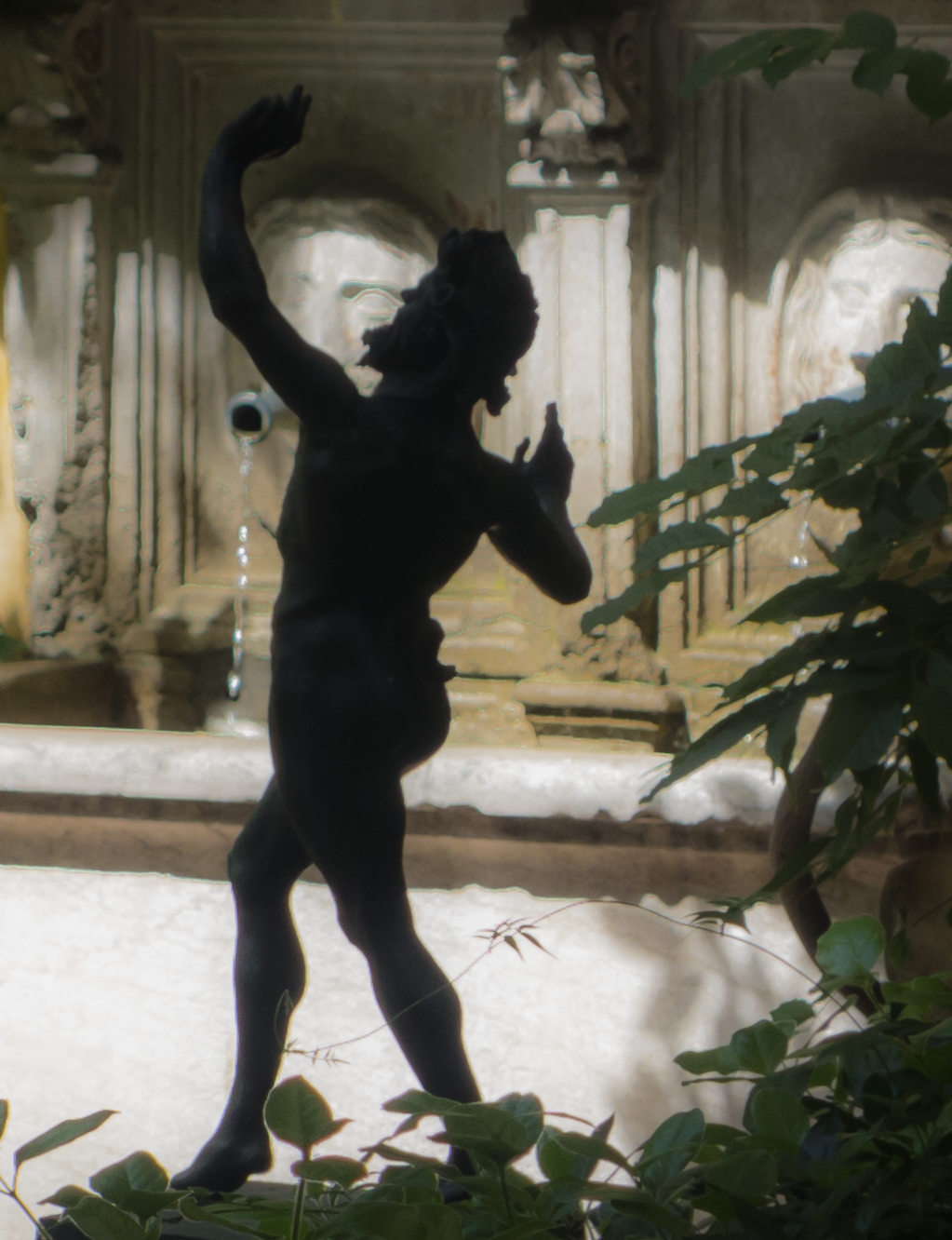
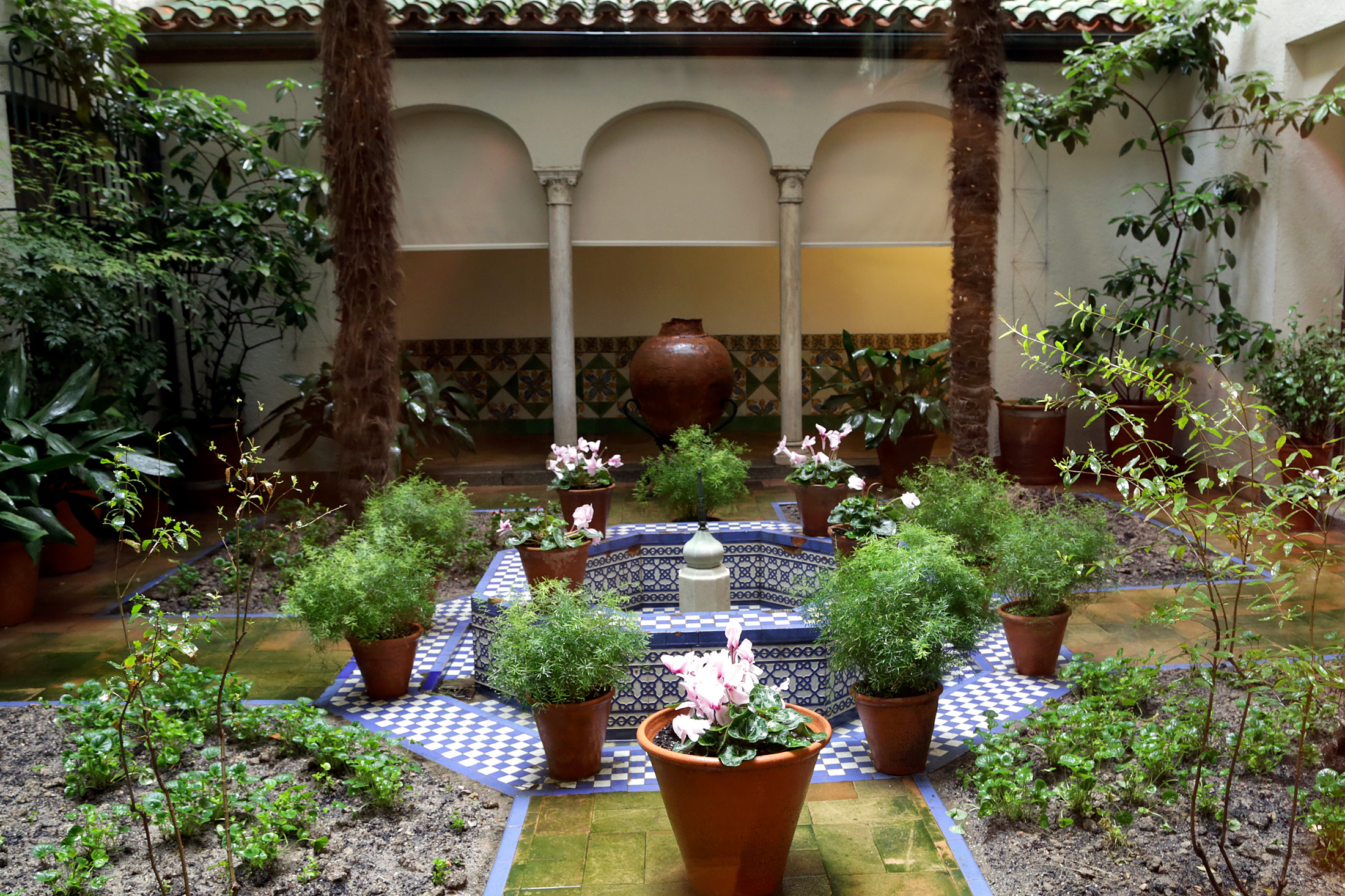